# Sacramentos luteranos
Os Sacramentos Luteranos são atos sagrados de instituição divina. Os Luteranos creem que sempre que tais sacramentos sejam devidamente administrados pelo uso de um elemento físico, juntamente com as palavras divinas da instituição, Deus é presente, especificamente a cada sacramento, com a Palavra e o elemento físico. 

Ensinam que Deus continuamente oferece a todos os que recebem os sacramentos o perdão dos pecados e a salvação eterna e ainda que Deus também atua nos receptores dos sacramentos, levando-os a aceitar tais bênçãos, aumentando a segurança em possuí-las.

Apesar do fato de que a Igreja Luterana considera apenas dois sacramentos, a maioria das vertentes do Luteranismo ainda praticam o "sete" sacramentos da Igreja Católica, embora eles sejam referidos apenas como "ritos", sem a mesma importância sacramental, sendo este inclusive um dos motivos principais das divergências entre a Igreja Romana e o reformador Martinho Lutero no início da Reforma Protestante.

## Sacramentos

### Batismo
O Sacramento do santo Batismo é o sacramento pelo qual cada pessoa inicia  na fé Cristã. \ Os Luteranos ensinam que tanto o batismo como a Santa Ceia transmitem a promessa do Evangelho em palavra visível e atuante. 

Luteranos batizam por aspersão ou derramando água na cabeça da criança, através do batismo infantil, ou do adulto, em alguns casos, sendo que esse ato é feito enquanto se recita a Fórmula Trinitária. Acreditam que o batismo é necessário, mas não absolutamente necessário para a salvação, isto no Luteranismo significa que embora o batismo é na verdade necessário para a salvação, é, conforme disse Lutero, o desprezo pelos sacramentos o que condena, e não a falta deles. Portanto, não é negada a salvação simplesmente porque nunca se teve oportunidade de ser batizado. Ser batizado, conforme Lutero, não é sinonimo de acreditar verdadeiramente em Jesus Cristo.

Cabe ressaltar que, de modo semelhante ao que ocorre em outras confissões Cristãs, a Igreja Luterana reconhece e aceita o batismo realizado em outras Igrejas que utilizem a fórmula trinitária, tais como os batismos Católicos, Ortodoxos, Anglicanos, Metodistas, etc., não sendo necessário a quem se torna Luterano rebatizar-se.

### Eucaristia ou Santa Ceia
O Santíssimo Sacramento da Eucaristia, comumente chamado de Santa Ceia no Brasil, é onde os comungantes comem e bebem o verdadeiro Corpo e Sanguede Cristo, ele mesmo, "em, com e sob as fórmulas da Consagração do  pão e  vinho. Esta teologia eucarística é conhecida como União Sacramental. Por vezes chamada de "consubstanciação", sendo contudo, rejeitada pela maioria dos teólogos luteranos, pois cria-se uma confusão com uma doutrina anterior do mesmo nome.